# Beslut utan återvändo
Beslut utan återvändo (originaltitel Executive Decision, i vissa länder även känd som Critical Decision) är en amerikansk film från 1996 i regi av Stuart Baird, med bland andra Kurt Russell, David Suchet, Halle Berry och Steven Seagal i huvudrollerna.

## Handling
När en muslimsk extremist kapar ett flygplan och tänker spränga det ovanför Washington DC, måste presidenten välja om han ska skjuta ner det eller rädda gisslan. Ett elitteam skickas dit för att smugglas ombord under färden, tillsammans med en expert på muslimska extremister. Men bara en del av elitteamet överlever och det blir upp till den förläste experten att ta över kommandot. Planet har nog med C-stridsmedel för att förgöra halva USA och det är upp till Grant att stoppa terroristerna.

## Om filmen
Filmen spelar på hoppet att kommandosoldater ska lösa problemet, och det anses vara en av orsakerna till filmens framgång.

## Tagline
Fasten your seat belts.

## Rollista (urval)
- Kurt Russell - Dr. David Grant
- Steven Seagal - överstelöjtnant Austin Travis
- Halle Berry - Jean, kabinpersonal
- John Leguizamo - Rat
- Oliver Platt - Dennis Cahill
- Joe Morton - sergeant Charlie 'Cappy' Matheny
- B.D. Wong - sergeant Louie
- Len Cariou - försvarsminister Charles White
- Whip Hubley - sergeant Baker
- Marla Maples Trump - Nancy
- J.T. Walsh - senator Mavros
- Ken Jenkins - general Wood
- David Suchet - Nagi Hassan (skurken)